# Insulating concrete forms
Insulating concrete forms (ICF) — несъёмная опалубка из гранулированного пенополистирола (EPS). Технология ICF впервые запатентована в США в конце 60х годов XX века. За 40 лет несъёмная опалубка из пенополистирола эволюционирует от небольших блоков из пенополистирола с минимальным объёмом для бетона, до строительных систем больше напоминающих обычную (съёмную) опалубку (панели, замки, обвязка, леса и т. д.)

## Классификация
Существует несколько типов опалубки:
- Цельные блоки из пенополистирола с небольшими выемками для заполнения бетоном — практически не производится
- Цельные блоки из пенополистирола с большими выемками для заполнения бетоном по форме больше напоминают панели, соединённые стяжками из пенополистирола — не рекомендуется использовать.
- Панели из пенополистирола, соединённые замками (стяжками) из полиэтилена или полипропилена. После заливки бетоном стяжки используются для крепления отделки (к ним прикручивают гипсокартон, сайдинг, элементы крепления внешней стены из отделочного кирпича).
- Панели из пенополистирола с интегрированными жёсткими элементами из полипропилена или полиэтилена — улучшается конструкционная прочность опалубки, упрощается отделка, при некотором ухудшении термосопротивления.

Также существуют вариации третьего типа с интегрированными элементами арматуры — это несколько ухудшает гибкость строительной системы при возможном увеличении темпов строительства.
Надо отметить, что эволюционируя система ICF постоянно увеличивает технологичность строительства и эксплуатации зданий, при постоянном увеличении стоимости самой опалубки.

## Технология
Технология несъёмной опалубки полностью повторяет технологии съёмной опалубки:
1. Монтаж опалубки.
2. Армирование стальной арматурой (уже существуют варианты армирования стекловолокном или использования фибробетонов).
3. Раскрепление и выравнивание опалубки.
4. Заливка раствором.

В отличие от обычной съёмной опалубки опалубка остаётся и работает в качестве утеплителя (никакой конструкционной нагрузки несъёмная опалубка не несёт!).

## Отделка
1. Полимерная штукатурка (необходима именно полимерная штукатурка)
2. Гипсокартон (по требования пожаробезопасности 25мм (2 слоя))
3. Сайдинг — монтируется на закладные элементы (в том числе и деревянная «вагонка» под «брус»)
4. Декоративный кирпич

## Положительные качества
1. Темпы строительства — и как следствие уменьшение стоимости м².
2. Конструкционная прочность зданий.
3. Простота отделки.
4. Великолепные энергосберегающие характеристики.
5. Малая площадь стен.
6. Небольшой вес опалубки — меньшая травмоопасность на стройке.
7. Нет необходимости хранить, перевозить и обслуживать опалубку.
8. Минимальный выход мусора на стройплощадке — обрезки несъёмной опалубки могут сложить насыпным утеплителем или вторично перерабатываться.
9. Архитектура — здания отливаются из бетона, которому в жидком состоянии можно придать практически любую форму (могут быть необходимы сложные элементы армирования). Любой проект из кирпича или газобетона (пенобетона, шлакобетона и т. д.) может быть адаптирован под технологию несъёмной опалубки, при этом в здании значительно увеличится полезная площадь, так как толщина стены будет меньше.

## Негативные качества
1. Для получения хороших темпов строительства необходимо использование спец. техники (миксеры, бетононасосы) при заливке «из ведра» скорость строительства не превышает скорость строительства из газобетона. Правда нужно отметить, что скорость отделки здания все же выше, чем у здания из газобетона, также нет необходимости утеплять здание и монтировать вентилируемый фасад.
2. При использовании опалубки типа 1 и 2 в бетонной стене остаются перемычки из пенополистирола, что значительно снижает конструкционную прочность здания, способность здания сопротивляться распространению огня, а также неудобно при эксплуатации (очень сложно не попасть в эти перемычки). У несъёмной опалубки 3-4 типов подобные качества отсутствуют.
3. Необходимость качественной вентиляции здания.

## Перспективы развития
Наиболее перспективным является третий тип ICF, так как он не имея проблем 1 и 2 (низкая конструкционная прочность здания, плохая сопротивляемость огню и эксплуатационные проблемы), но при этом не стоит столь же дорого как четвёртый.